# Wühlischplatz
Der Wühlischplatz ist eine Grünanlage im Berliner Ortsteil Friedrichshain, die ihren Ursprung im 19. Jahrhundert hat. Er wird begrenzt von der Sonntagstraße, der Wühlischstraße und der Holteistraße und besitzt eine annähernd dreieckige Form.

## Geschichte
Am Ende des 19. Jahrhunderts lag das Platzareal auf dem Gebiet des Vorwerks Boxhagen, welches vormals eine Familie Sonntag von der Stadt Berlin gepachtet hatte. Seit 1912 gehörte Boxhagen-Rummelsburg zur Stadt Lichtenberg, seit der Eingemeindung nach Groß-Berlin im Jahr 1920 zum Berliner Bezirk Lichtenberg. Durch die Verwaltungsreform von 1938 wechselte der Ortsteil in den Bezirk Friedrichshain.
Der Kaufmann August-David Wühlisch (1805–1886) erbte den Großgrundbesitz von seinem Vater David Leberecht Wühlisch (1777–1830), der ihn 1854 von der Stadt Berlin gegen Zahlung von 12.584 Talern erworben hatte. (A.-D. Wühlisch führte in dritter Generation die Wollhandlung August Wühlisch Cp., die 1856 in der Großen Georgenkirchgasse 37 ansässig war.) Er stellte der Stadt Berlin das Areal kostenlos zur Verfügung.
Auf dieser Fläche wurden ab Ende des 19. Jahrhunderts Straßen und Plätze angelegt, mit denen die Vorortgemeinden sich vergrößerten, um die schnell wachsende Bevölkerung mit Wohnraum versorgen zu können. Eine Straße erhielt daraufhin um 1901 den Namen des Grundbesitzers.
Im Hobrecht-Plan um 1860 hieß die freie Grünfläche bis 1893 Platz G, Abt. XIV. Auf der Karte von 1901 ist der Platz namentlich ausgewiesen. Die Erben A.-D. Wühlischs schenkten 1901 der Gemeinde Boxhagen-Rummelsburg das Grundstück des Platzes bis zur Böcklinstraße entlang der Wühlischstraße und der Sonntagstraße für den Bau einer Gemeindeschule (Bauzeit 1902/1903) und für eine Kirche. Ein Kirchengebäude wurde mangels finanzieller Mittel zunächst nicht errichtet, auch später nicht. Dagegen entstand durch Grundstückstausch die 1948/49 für den Bereich Boxhagen errichtete evangelische Offenbarungskirche in der Simplonstraße und nicht auf dem Wühlischplatz.

## Beschreibung

### Überblick
Der begrünte Stadtplatz ist eine kleine dreieckige Fläche, die nach der Trassierung und dem Bau von Mietwohnhäusern übrig geblieben war. Darauf entstand eine parkähnliche Grünanlage mit Wegen und einer Bepflanzung. – Die Platzfläche ist umzäunt und mit einem Kiesweg sowie einem Sandkasten gestaltet. Als Hingucker entstand der Nilpferdbrunnen. An der Nordseite des Platzes führen die Gleise einer Straßenbahn entlang.
Im Jahr 1995 ließ die Bezirksverwaltung den Wühlischplatz umgestalten.

### Nilpferdbrunnen

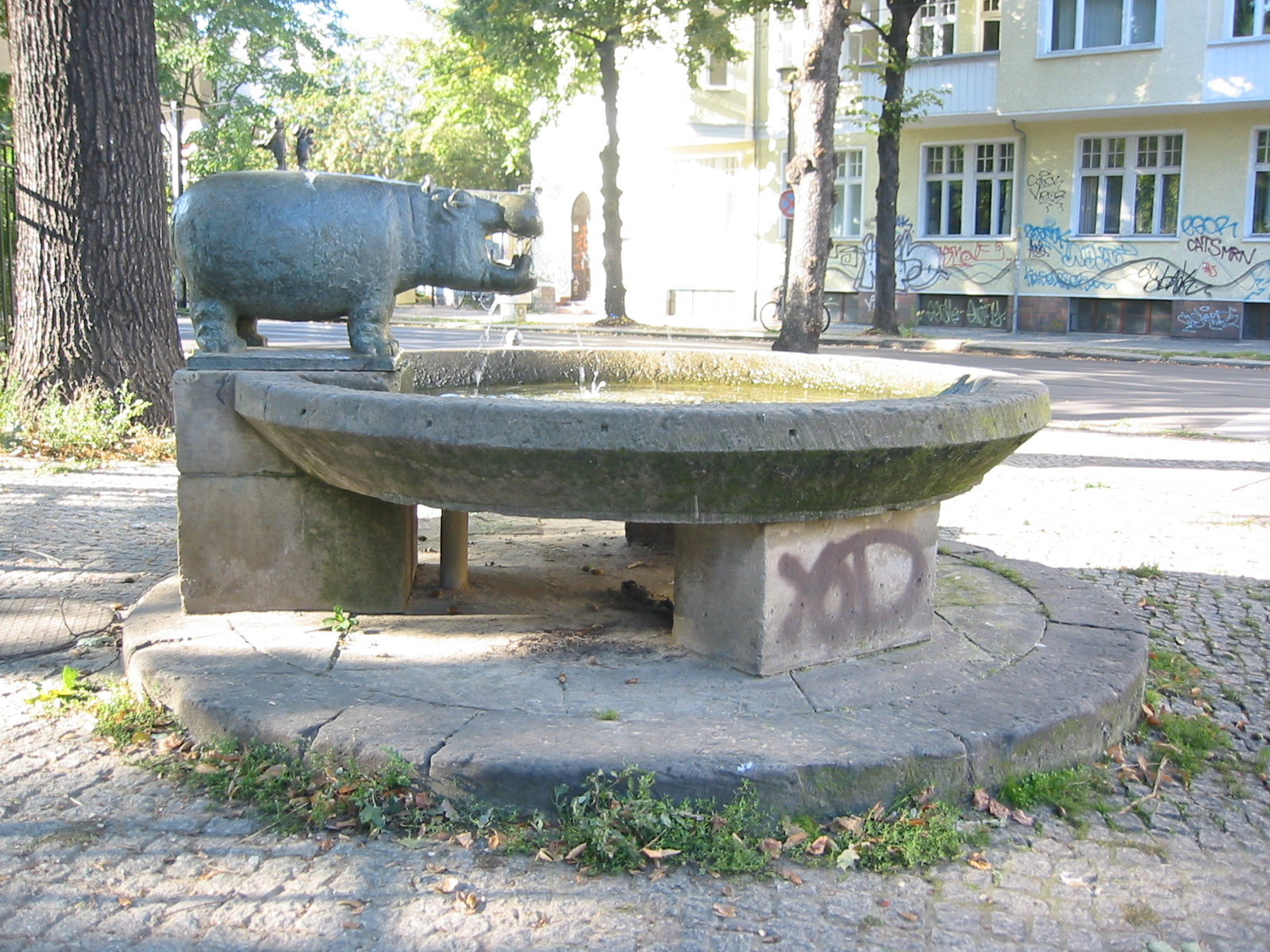
Nilpferdbrunnen

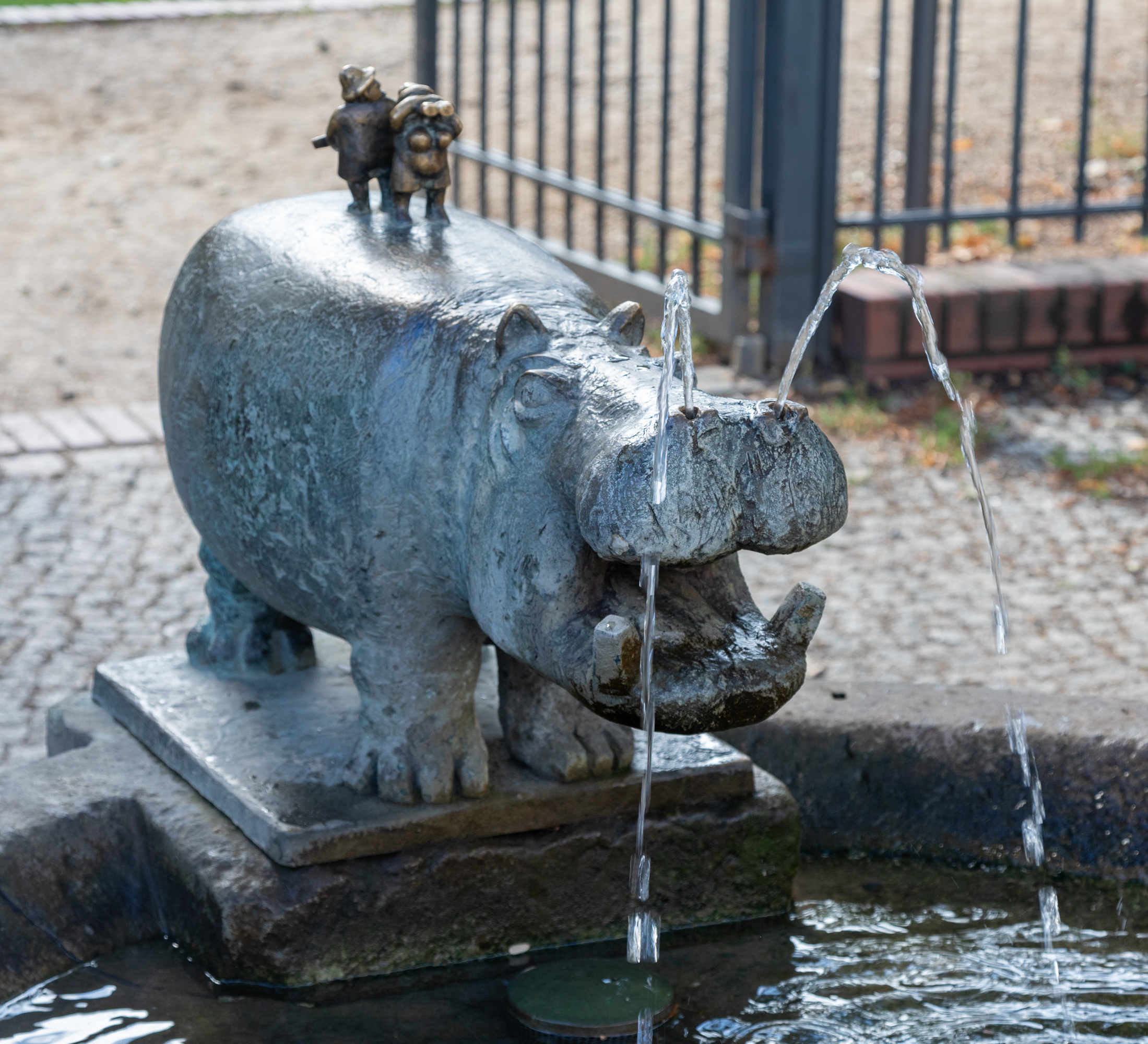
Tierskulptur des Brunnens mit Minifiguren

Am nordöstlichen Zugang des Platzes (Wühlischstraße Ecke Holteistraße) steht der Nilpferdbrunnen. Er entstand 1978 nach einem Entwurf von Nikolaus Bode aus Bronze (die Tierfigur) und Sandstein (das Brunnenbecken) und spendete Trinkwasser. Auf einer kreisrunden Plattform liegen drei 30 Zentimeter hohe blockförmige Sockel, die eine ebenfalls kreisrunde Schale mit einem Durchmesser von 1,7 Metern stützen. Auf dessen Rand befindet sich eine Nilpferdskulptur mit zwei kleinen sich mit den Rücken gegenüberstehenden Großwildjägern auf dem Rücken des Tieres: eine Frau mit Fernglas und ein Mann mit Gewehr. Die Nüstern des Nilpferds bilden die Fontänen des Brunnens.
Das Nilpferd wurde 1991 gestohlen, aber fünf Jahre später rekonstruiert. Mit der rekonstruierten Skulptur kostete der Umbau des Brunnens rund 16.000 DM. Im Juli 1996 konnte er wieder in Betrieb genommen werden, allerdings ist er nun kein Trinkwasserspender mehr, sondern wurde aus finanziellen, ökologischen und Hygiene-Gründen mit einer Umwälzpumpe ausgestattet.